# Naučná stezka Listnatých stromů
Naučná stezka Listnatých stromů je krátká naučná stezka na severozápadním okraji vesnice Hrubý Jeseník v okrese Nymburk ve Středočeském kraji a v geomorfologickém celku Středolabská tabule.

## Historie a popis
Naučná stezka Listnatých stromů byla postavena za účelem vrácení původních (dříve běžných) listnatých stromů na území obce Hrubý Jeseník. Podél asfaltové silnice, vedoucí od výklenkové kaple až k rozhledně Romanka, byly vysázeny stromy jako základ budoucího stromořadí. Zastavení naučné stezky je spojeno s představením jednotlivých druhů listnatých stromů s popisem na informačním panelu. Nenáročná naučná stezka má délku 0,3 km, minimální převýšení a byla otevřena v květnu 2006. Stezka nabízí výhled na vrch Chotuc a do polabských rovin.

### Informační panely
Počet všech druhů informačních panelů je 7 a některé se vyskytují vícekrát.
- Úvodní – poslání naučné stezky
- Úvodní – tvůrci stezky
- Jeřáb oskeruše
- Javor mléč
- Jasan ztepilý
- Lípa velkolistá
- Dub letní
- Javor babyka

## Další informace
Stezka je celoročně volně přístupná.